# لورا بوس تيو
لورا بوس تيو (بالإسبانية: Laura Pous Tió)‏ مواليد 1 أكتوبر 1984 في جرانوليريس، إسبانيا، هي لاعبة كرة مضرب إسبانية بدأت مسيرتها كمحترفة سنة 2003 تلعب باليد اليمنى وتحتل حالياً المرتبة رقم. 117 (27 يوليو 2015) في تصنيف رابطة محترفات كرة المضرب. أعلى تصنيف لها في الفردي كان المركز الـ 72 في سنة 2012.

## النهائيات

### الفردي: 1 (0–1)
| الحصيلة | الرقم | التاريخ       | البطولة     | الأرضية | المنافس      | النتيجة  |
| ------- | ----- | ------------- | ----------- | ------- | ------------ | -------- |
| الوصافة | 1.    | 29 أبريل 2012 | فاس، المغرب | ترابية  | كيكي بيرتينس | 5–7, 0–6 |

### الزوجي: 1 (0–1)
| الحصيلة | الرقم | التاريخ        | البطولة                                 | الأرضية | الشريك       | المنافس                                   | النتيجة               |
| ------- | ----- | -------------- | --------------------------------------- | ------- | ------------ | ----------------------------------------- | --------------------- |
| الوصافة | 1.    | 19 فبراير 2011 | بطولة كولومبيا المفتوحة للتنس، كولومبيا | ترابية  | شارون فيشمان | إيدينا جالوفيتس هول أنابيل ميدينا غاريغيس | 6–2, 6–7(6–8), [9–11] |

## الخط الزمني للفردي
مفتاح
| ف | ن | ن.ن | ر.ن | د# | د.م | ل | أ.أ | ت | غ | ب | ف | ذ | م.خ | ل.ت |

(ف) فاز بالبطولة (ن) وصل النهائي (ن.ن) نصف النهائي (ر.ن) ربع النهائي (د#) الأدوار الأربعة الأولى (د.م) دور المجموعات (ل) شارك في كأس ديفيز (أ.أ) خرج من الأدوار الاولى (ت) خسر التصفيات التأهيلية (غ) غاب عن الحدث أو البطولة (ب) حصل على ميدالية برونزية (ف) حصل على ميدالية فضية (ذ) حصل على ميدالية ذهبية (م.خ) بطولة الماسترز خُفضت إلى مرتبة أقل (ل.ت) البطولة لم تعقد في السنة المعينة.
لتجنب الارتباك وازدواجية الحساب، يتم تحديث هذه المعلومات إما في نهاية البطولة، أو عندما تكون مشاركة اللاعب في البطولة قد انتهت.
| الدورة            | 2004 | 2005 | 2006 | 2007 | 2008 | 2009 | 2010 | 2011 | 2012 | ف-خ  |
| ----------------- | ---- | ---- | ---- | ---- | ---- | ---- | ---- | ---- | ---- | ---- |
| أستراليا المفتوحة | غ    | ت    | د1   | د1   | غ    | غ    | غ    | د1   | د1   | 0–4  |
| فرنسا المفتوحة    | غ    | ت    | د1   | ت    | غ    | غ    | ت    | د1   | د1   | 0–3  |
| ويمبلدون          | غ    | ت    | د1   | ت    | غ    | غ    | ت    | د1   | د1   | 0–3  |
| أمريكا المفتوحة   | ت    | د1   | ت    | غ    | غ    | غ    | ت    | د2   |      | 1–2  |
| فوز-خسارة         | 0–0  | 0–1  | 0–3  | 0–1  | 0–0  | 0–0  | 0–0  | 1–4  | 0–3  | 1–12 |

## روابط خارجية
- لورا بوس تيو على موقع رابطة محترفات التنس (الإنجليزية)
- لورا بوس تيو على موقع الاتحاد الدولي لكرة المضرب (الإنجليزية)
- لورا بوس تيو على موقع كأس بيلي جين كينغ (الإنجليزية)
- لورا بوس تيو على موقع خلاصة التنس.كوم (الإنجليزية)